# 1. lékařská fakulta Univerzity Karlovy
1. lékařská fakulta Univerzity Karlovy v Praze je jednou z pěti lékařských fakult Univerzity Karlovy. Jde o přímou pokračovatelku původní lékařské fakulty, která byla součástí univerzity již od jejího založení králem Karlem IV. (spolu s fakultou artistickou - později filosofickou, právnickou a teologickou). Ve znaku fakulty je pelikán, symbol lékařství, který obětavě krmí svá mláďata. Děkanát sídlí v Kateřinské ulici, většina teoretických ústavů se nachází v oblasti Karlova náměstí a Albertova. Kliniky jsou pak součástí několika pražských nemocnic, zejména Všeobecné fakultní nemocnice, dále Ústřední vojenské nemocnice, Nemocnice na Bulovce, Thomayerovy nemocnice v Krči nebo Fakultní nemocnice v Motole.

## Historie

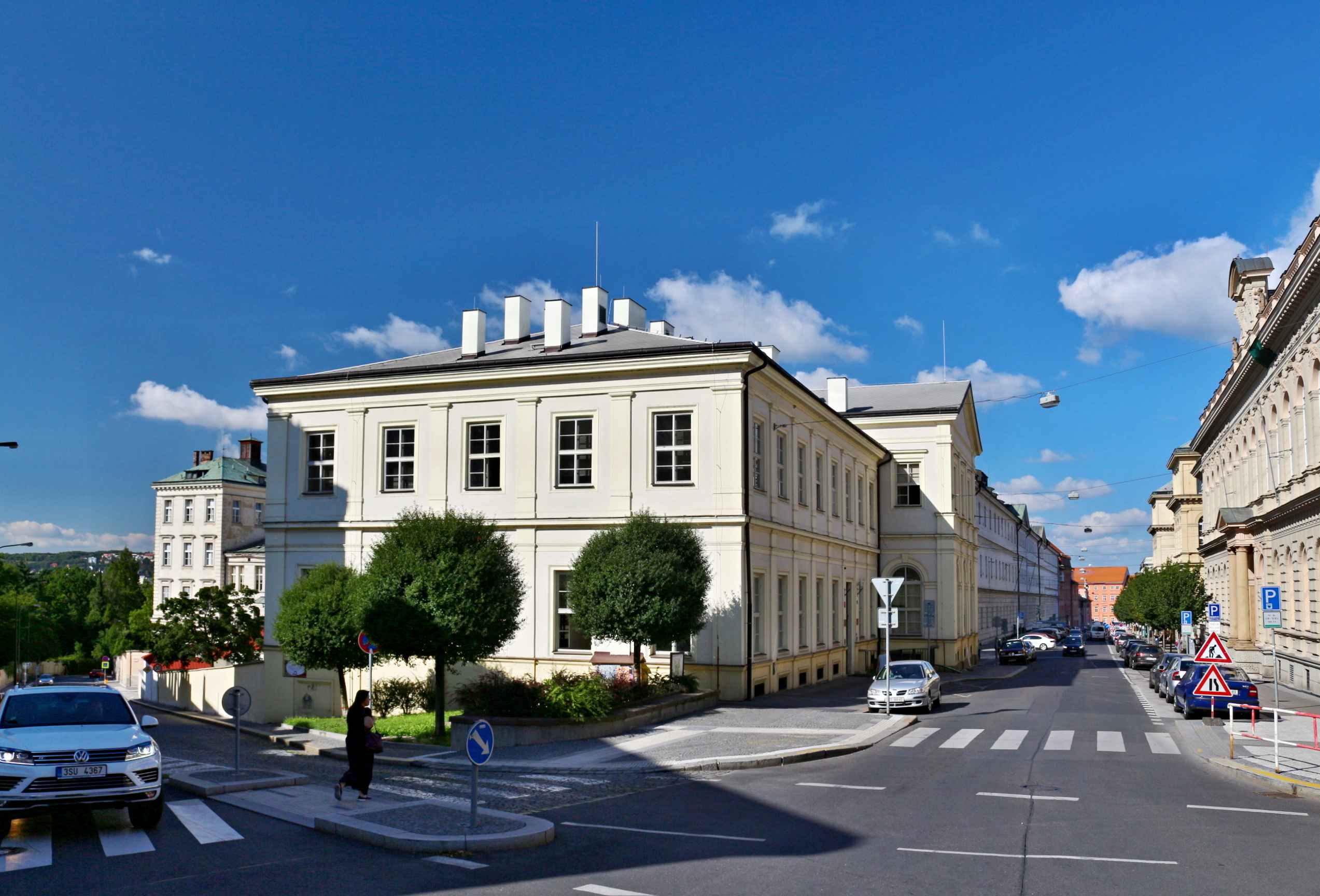
Budova Ústavu vědeckých informací 1. LF a VFN v Praze.

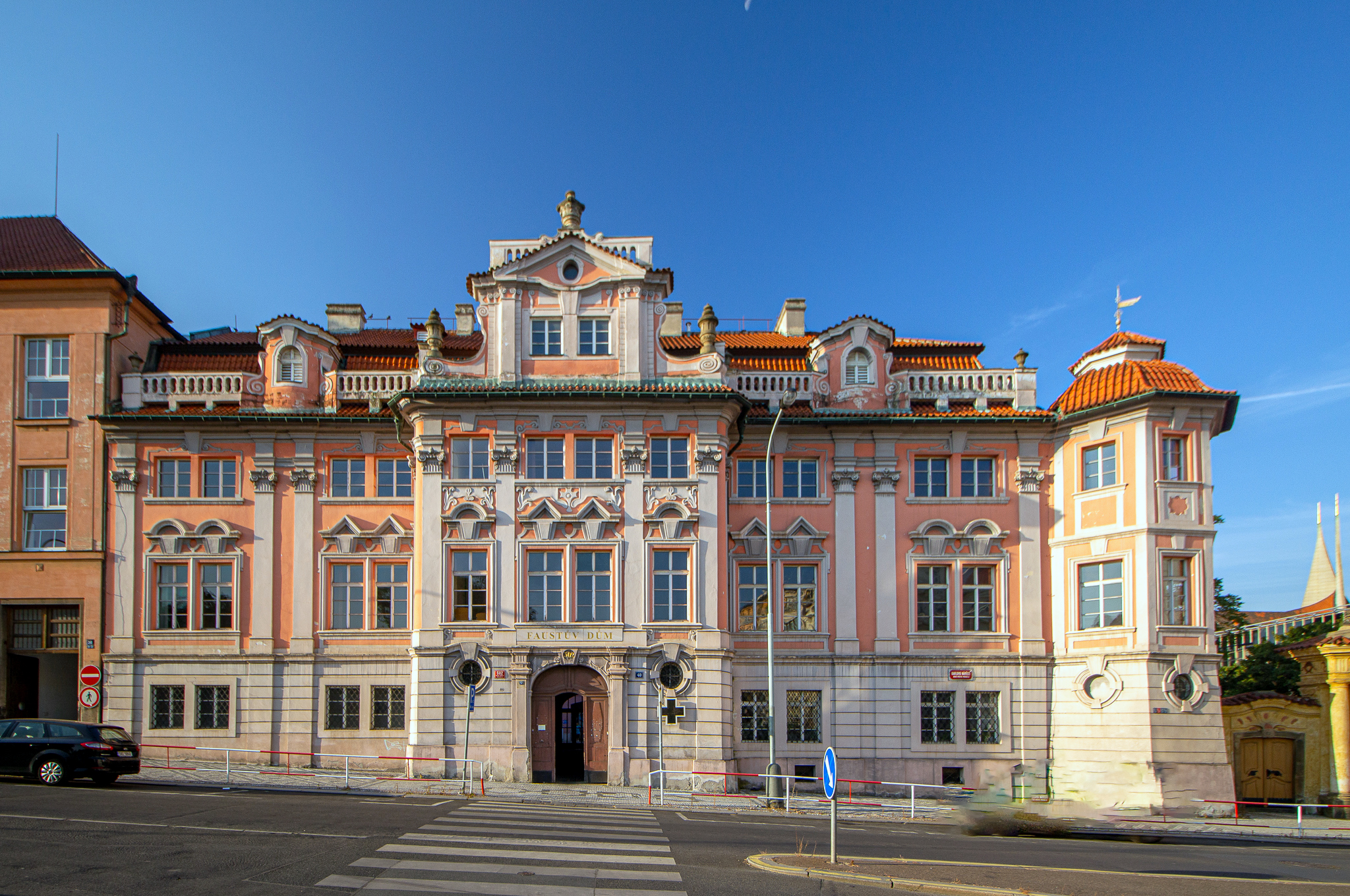
Některé ústavy 1. LF sídlí ve Faustově domě na Karlově náměstí.

Lékařská fakulta byla jedna ze čtyř původních fakult Univerzity Karlovy, která byla založena spolu s univerzitou roku 1348. Jejím základním účelem byla výuka lékařství a spolu s fakultou teologickou a právnickou patřila mezi tzv. vyšší fakulty, protože k jejímu studiu bylo zapotřebí nejdříve absolvovat artistickou fakultu.
Po svém založení se slibně rozvíjela, v pozdější Kaprově ulici čp. 43 vznikla i její kolej, ale husitské války znamenaly její konec. Pouze občas se konaly lékařské přednášky na jediné zbylé fakultě pražské univerzity, fakultě artistické.
K obnovení činnosti došlo až roku 1623, když správu celé univerzity převzali jezuité. Od poloviny 18. století se až do poloviny 19. století na správě fakulty kromě voleného děkana podílel i ředitel (direktor) jmenovaný panovníkem, který byl zároveň zemským protomedikem, nejvyšším reprezentantem českého zdravotnictví.
Absolventům lékařské fakulty byly už od počátku udělovány akademické grády doktorů medicíny (Doctor in medicinis; původně mohli získat i bakalářský titul, ten byl ale nakonec pro svou nadbytečnost zrušen), které se však nevztahovaly na chirurgické obory. To bylo zpočátku jen řemeslo, kterému se věnovali lazebníci, kati, porodní báby apod. Samostatný titul „doktora chirurgie“ vznikl až po roce 1786, obdobně bylo možné získat titul např. „magistra porodnictví“ nebo „magistra zubního lékařství“. Ovšem po další reformě roku 1872 byl zaveden pro všechny absolventy jednotný titul „doktora veškerého lékařství“ (Medicinae universae doctor, ve zkratce MUDr.), který je udělován dodnes.
Stejně jako zbytek Karlo-Ferdinandovy univerzity se i lékařská fakulta roku 1883 rozdělila na fakultu německou a fakultu českou. Česká byla 17. listopadu 1939 uzavřena nacisty, po válce se však situace obrátila a česká převzala všechny ústavy a kliniky nyní zrušené německé fakulty. Česká fakulta si udržela jistou činnost i během války, když na Oxfordské univerzitě mezi lety 1943 a 1944 promovalo na 30 jejích absolventů. Roku 1945 vznikly dvě její pobočky, v Hradci Králové a v Plzni, které se později staly samostatnými lékařskými fakultami Univerzity Karlovy. Pražská fakulta byla roku 1953 rozdělena na tři nové lékařské fakulty:
- Fakultu všeobecného lékařství (FVL, později 1. LF UK),
- Fakultu dětského lékařství (FDL, později 2. LF UK) a
- Lékařskou fakultu hygienickou (LFH, později 3. LF UK).

Ke změně v názvu u FVL na 1. lékařskou fakultu Univerzity Karlovy došlo až po sametové revoluci v roce 1990.

### Seznam děkanů
- prof. MUDr. Jiří Tichý, DrSc. (1990–1993)
- doc. MUDr. Petr Hach, CSc., dr. med. h.c. (1993–1999)
- prof. MUDr. Štěpán Svačina, DrSc., MBA (1999–2005)
- prof. MUDr. Tomáš Zima, DrSc., MBA (2005–2012)
- prof. MUDr. Aleksi Šedo, DrSc. (2012–2020)
- prof. MUDr. Martin Vokurka, CSc. (2020–dosud)

## Studijní obory
Bakalářské studium
- Adiktologie (3)
- Ergoterapie (3)
- Fyzioterapie (3)
- Nutriční terapie (3)
- Porodní asistence (3)
- Všeobecné ošetřovatelství (3)

Navazující magisterské studium
- Adiktologie (2)
- Aplikovaná fyzioterapie (2)
- Výživa dospělých a dětí (2)
- Ergoterapie pro dospělé (2)

Magisterské studium
- Všeobecné lékařství (6)
- Zubní lékařství (5)

Doktorské studium
- Adiktologie: Specializace ve zdravotnictví
- Bioetika
- Biochemie a patobiochemie
- Biologie a patologie buňky
- Biomedicínská informatika
- Biomechanika
- Dějiny lékařství
- Experimentální a klinická onkologie
- Experimentální chirurgie
- Farmakologie a toxikologie
- Fyziologie a patofyziologie člověka
- Imunologie
- Kardiovaskulární vědy
- Lékařská biofyzika
- Lékařská psychologie a psychopatologie
- Mikrobiologie
- Molekulární a buněčná biologie, genetika a virologie
- Neurovědy
- Nutriční a metabolické vědy
- Parazitologie
- Preventivní medicína a epidemiologie
- Vývojová a buněčná biologie
- Zobrazovací metody v lékařství

## Vedení fakulty
Kolegium děkana:
- prof. MUDr. Martin Vokurka, CSc. – děkan, přednosta Ústavu patologické fyziologie 1. LF UK
  - prof. MUDr. Andrea Burgetová, Ph.D., MBA – proděkanka pro studium a všeobecné lékařství, přednostka Radiodiagnostické kliniky 1. LF UK a VFN
  - prof. MUDr. René Foltán, Ph.D. – proděkan pro zubní lékařství, přednosta Stomatologické kliniky 1. LF UK a VFN
  - prof. MUDr. Tomáš Grus, Ph.D. – proděkan pro vnější vztahy, přednosta II. chirurgické kliniky 1. LF UK a VFN
  - prof. PhDr. Michal Miovský, Ph.D. – proděkan pro nelékařské studijní programy, přednosta Kliniky adiktologie 1. LF UK a VFN
  - prof. MUDr. Pavel Klener, Ph.D. – proděkan pro vědeckou činnost a akademické hodnosti, profesor Ústavu patologické fyziologie 1. LF UK
  - prof. MUDr. Aleš Linhart, DrSc. – proděkan pro zahraniční vztahy, přednosta II. interní kliniky 1. LF UK a VFN
  - prof. MUDr. Petra Lišková, MD, Ph.D. – proděkanka pro grantovou problematiku, profesorka Kliniky pediatrie a dědičných poruch metabolismu 1. LF UK a VFN
  - prof. MUDr. Romana Ryšavá, CSc. – proděkanka pro specializační a celoživotní vzdělávání, profesorka Kliniky nefrologie 1. LF UK a VFN
  - prof. MUDr. Ondřej Šeda, Ph.D. – proděkan pro rozvoj fakulty, přednosta Ústavu biologie a lékařské genetiky 1. LF UK a VFN
  - MUDr. Martin Vejražka, Ph.D. – proděkan pro přijímací řízení, odborný asistent Ústavu biochemie a experimentální onkologie 1. LF UK
  - prof. MUDr. Michal Vrablík, Ph.D. – proděkan pro mezinárodní studium v anglickém jazyce, zástupce přednosty III. interní kliniky 1. LF UK a VFN
  - doc. MUDr. Lukáš Zlatohlávek, Ph.D. – proděkan pro doktorská studia, vedoucí oddělení III. interní kliniky 1. LF UK a VFN
    - Ing. Tereza Fussgänger – tajemnice 1. LF UK
    - prof. MUDr. Martina Koziar Vašáková, Ph.D. – předsedkyně Akademického senátu 1. LF UK, přednostka Pneumologické kliniky 1. LF UK a FTN
    - prof. MUDr. David Feltl, Ph.D.. MBA – ředitel Všeobecné fakultní nemocnice
    - MUDr. Andrea Rashovska – místopředsedkyně a zástupkyně studentů Akademického senátu 1. LF UK

Rozšířené kolegium děkana:
- MUDr. Simona Arientová, Ph.D. – mediátorka, odborná asistentka Kliniky infekčních nemocí 1. LF UK a ÚVN
- doc. MUDr. Martin Anders, Ph.D. – člen kolegia pro spolupráci s VFN, přednosta Psychiatrické kliniky 1. LF UK a VFN, člen Studijní komise a Akademického senátu 1. LF UK
- prof. MUDr. Jana Dušková, DrSc., MBA – členka kolegia pro nostrifikace a akreditace, profesorka Stomatologické kliniky 1. LF UK a VFN
- doc. MUDr. Tomáš Kučera, Ph.D. – člen kolegia pro preklinickou výuku 1.–3. ročníku všeobecného lékařství, přednosta Ústavu histologie a embryologie 1. LF UK
- prof. MUDr. Otomar Kittnar, CSc., MBA – člen kolegia pro smluvní vztahy, zástupce přednostky Fyziologického ústavu 1. LF UK
- Ing. Ivan Mikula, Ph.D. – člen kolegia pro infrastruktury, odborný asistent Kliniky pediatrie a dědičných poruch metabolismu 1. LF UK a VFN
- doc. MUDr. Mikuláš Mlček, Ph.D. – člen kolegia pro simulační výuku, přednosta Fyziologického ústavu 1. LF UK, předseda Ekonomické komise a člen Akademického senátu 1. LF UK
- prof. MUDr. Jan Škrha, DrSc., MBA – konzultant koncepcí rozvoje fakulty a specializačního vzdělávání, profesor III. interní kliniky 1. LF UK a VFN, člen Akademického senátu 1. LF UK
- prof. MUDr. Michal Zikán, Ph.D. – člen kolegia pro spolupráci s výukovými nemocnicemi kromě VFN, přednosta Gynekologicko-porodnické kliniky 1. LF UK a FNB
- doc. MUDr. Jan Živný, Ph.D. – člen kolegia pro fakultní odborné časopisy a Studentskou vědecká konferenci, zástupce přednosty Ústavu patologické fyziologie 1. LF UK, člen Akademického senátu 1. LF UK

## Významní absolventi
Výběr významných absolventů.
- prof. MUDr. Josef Thomayer – internista, jeden ze zakladatelů české lékařské vědy a tvůrce českého lékařského názvosloví
- prof. MUDr. Jaroslav Hlava – patologický anatom, zakladatel Ústavu patologie na pražském Albertově
- MUDr. Vincenc Janatka – oftalmolog a balneolog, v letech 1896–1931 působil v Karlových Varech, velký český vlastenec
- MUDr. Rudolf Tomáš Jedlička – chirurg, zakladatel české rentgenologie a radiologie, zakladatel Jedličkova ústavu
- prof. MUDr. Jan Janský – psychiatr, objevitel čtyř základních krevních skupin
- brig. gen. MUDr. František Langer – vojenský lékař, legionář a spisovatel, blízký přítel Jaroslava Haška
- MUDr. Vladislav Vančura – praktik, spisovatel a dramatik, autor románu Markéta Lazarová nebo novely Rozmarné léto
- prof. MUDr. RNDr. Ladislav Borovanský, DrSc. – anatom, autor jedné z prvních moderních českých učebnic anatomie
- prof. MUDr. Jan Brod, DrSc. – fyziolog a internista, zakladatel české nefrologie, jeden z iniciátorů petice Dva tisíce slov
- prof. MUDr. Václav Vojta – dětský neurolog, autor metody reflexní lokomoce známé jako Vojtova metoda
- prof. MUDr. Vladimír Beneš, DrSc. – neurochirurg, autor sci-fi novel
- prof. MUDr. Valja Stýblová, DrSc. – neuroložka, komunistická politička, autorka románů s lékařskou tematikou
- MUDr. Ludvík Souček – stomatolog, autor sci-fi literatury a literatury faktu
- MUDr. Josef Nesvadba – psychiatr, autor sci-fi literatury
- prof. MUDr. Radomír Čihák, DrSc. – anatom, autor třídílné učebnice anatomie
- prof. MUDr. Jiří Tichý, DrSc. – neurolog, první svobodně zvolený děkan 1. LF po sametové revoluci
- doc. MUDr. Jaroslava Moserová, DrSc. – chiruržka, diplomatka, místopředsedkyně Senátu PČR, kandidátka na prezidentku ČR
- prof. MUDr. Josef Koutecký, DrSc. – chirurg, zakladatel dětské onkologie v Československu, bývalý děkan 2. LF
- MUDr. Radkin Honzák, CSc. – psychiatr a publicista, moderátor pořadu Kabinet Dr. Honzáka na ČT1
- prof. MUDr. Pavel Pafko, DrSc. – chirurg, vedl tým, který provedl první transplantaci plic v Česku
- MUDr. Jiří Jedlička – pneumolog, zakladatel České lékařské komory a iniciátor ocenění Rytíř českého lékařského stavu
- doc. MUDr. Petr Hach, CSc., dr. med. h.c. – histolog a embryolog, bývalý děkan 1. LF a předseda Asociace kolegií katolických lékařů
- MUDr. Přemysl Sobotka – chirurg, předseda Senátu PČR a kandidát na prezidenta ČR
- prof. MUDr. Eva Syková, DrSc., FCMA – fyzioložka, bývalá senátorka za Prahu 4
- doc. MUDr. Karel Sochor, CSc. – internista, pedagog
- MUDr. Hassan Mezian – internista, bývalý senátor za Litoměřice
- prof. MUDr. Jan Pirk, DrSc. – kardiochirurg, přednosta Kardiocentra v IKEMu
- prof. MUDr. Cyril Höschl, DrSc., FRCPsych – psychiatr, bývalý prezident Asociace evropských psychiatrů, bývalý děkan 3. LF
- MUDr. Ivan David, CSc. – psychiatr, poslanec Evropského parlamentu a bývalý ministr zdravotnictví
- prof. MUDr. Štěpán Svačina, DrSc., MBA – obezitolog, bývalý děkan 1. LF, předseda České lékařské společnosti
- MUDr. Zuzana Roithová, MBA – radioložka, bývalá ministryně zdravotnictví a europoslankyně, kandidátka na prezidentku ČR
- plk. prof. MUDr. Miroslav Zavoral, Ph.D. – gastroenterolog, ředitel Ústřední vojenské nemocnice v Praze
- prof. MUDr. Petr Widimský, DrSc., FESC, FACC – kardiolog, děkan 3. LF, bývalý viceprezident Evropské kardiologické společnosti
- MUDr. Martin Holcát, MBA – otorinolaryngolog, bývalý ministr zdravotnictví
- MUDr. Jiří Besser – stomatolog, bývalý ministr kultury a poslanec
- prof. MUDr. Aleksi Šedo, DrSc. – biochemik, proděkan pro zahraniční vztahy, vedoucí Laboratoře biologie nádorové buňky, bývalý děkan 1. LF
- MUDr. Kateřina Cajthamlová – dietoložka, moderátorka televizního pořadu Jste to, co jíte
- MUDr. Pavel Bém – psychiatr, bývalý primátor Hlavního města Prahy a poslanec PČR
- MUDr. David Rath – internista, bývalý ministr zdravotnictví, poslanec a hejtman Středočeského kraje
- prof. MUDr. Tomáš Zima, DrSc., MBA – biochemik, bývalý rektor Univerzity Karlovy, bývalý děkan 1. LF
- MUDr. Martin Barták – neurochirurg, bývalý vicepremiér a ministr obrany
- doc. MUDr. Roman Šmucler, CSc. – stomatolog, moderátor, prezident České stomatologické komory
- MUDr. Boris Šťastný, MBA – praktik, bývalý poslanec a předseda pražské ODS
- MUDr. Martin Kuba – anesteziolog, předseda Asociace krajů ČR, hejtman Jihočeského kraje a bývalý ministr průmyslu a obchodu
- MUDr. Bc. Marek Hilšer, Ph.D. – biochemik, senátor a kandidát na prezidenta ČR
- prof. MUDr. Martin Vokurka, CSc. – patologický fyziolog, děkan 1. LF a přednosta Ústavu patologické fyziologie

## Provozovaná zdravotnická zařízení
Seznam přednostů.

### Samostatně
- Anatomický ústav – přednosta: doc. MUDr. Ondřej Naňka, Ph.D.
- Fyziologický ústav – přednosta: prof. MUDr. Otomar Kittnar, CSc., MBA
- Ústav biofyziky a informatiky – přednosta: prof. MUDr. RNDr. Jiří Beneš, CSc.
- Ústav biochemie a experimentální onkologie – přednosta: prof. MUDr. Aleksi Šedo, DrSc.
- Ústav buněčné biologie a patologie – přednosta: prof. MUDr. Ivan Raška, DrSc.
- Ústav dějin lékařství a cizích jazyků – přednosta: doc. Mgr. Karel Černý, Ph.D.
- Ústav histologie a embryologie – přednosta: doc. MUDr. Tomáš Kučera, Ph.D.
- Ústav humanitních studií v lékařství – přednosta: doc. ThDr. Václav Ventura, Th.D.
- Ústav patologické fyziologie – přednosta: prof. MUDr. Martin Vokurka, CSc.
- Ústav teorie a praxe ošetřovatelství – přednostka: Mgr. Jana Heczková
- Ústav tělesné výchovy – přednosta: PaedDr. Josef Marcoň
- Ústav veřejného zdravotnictví a medicínského práva – přednostka: MUDr. Mgr. Jolana Kopsa Těšinová, Ph.D.
- Ústav všeobecného lékařství – přednosta: doc. MUDr. Bohumil Seifert, Ph.D.
- Centrum pro experimentální biomodely – vedoucí: Mgr. Viktor Sýkora

### Všeobecná fakultní nemocnice
- Farmakologický ústav – přednosta: prof. MUDr. Ondřej Slanař, Ph.D.
- Sexuologický ústav – přednosta: doc. MUDr. Martin Anders, Ph.D.
- Ústav biologie a lékařské genetiky – přednosta: prof. MUDr. Ondřej Šeda, Ph.D.
- Ústav dědičných metabolických poruch – přednosta: doc. MUDr. Tomáš Honzík, Ph.D.
- Ústav hygieny a epidemiologie – přednosta: prof. MUDr. Milan Tuček, CSc.
- Ústav imunologie a mikrobiologie – přednostka: prof. RNDr. Libuše Kolářová, CSc.
- Ústav lékařské biochemie a laboratorní diagnostiky – přednosta: prof. MUDr. Tomáš Zima, DrSc., MBA
- Ústav nukleární medicíny – pověřený přednosta: MUDr. David Zogala, Ph.D.
- Ústav patologie – přednosta: prof. MUDr. Pavel Dundr, Ph.D.
- Ústav soudního lékařství a toxikologie – přednosta: doc. RNDr. Radomír Čabala, Dr.
- Ústav tělovýchovného lékařství – přednosta: doc. MUDr. Zdeněk Vilikus, CSc.
- Ústav vědeckých informací – přednostka: PhDr. Hana Skálová
- Dermatovenerologická klinika – přednosta: prof. MUDr. Jiří Štork, CSc.
- Foniatrická klinika – přednostka: doc. MUDr. Olga Dlouhá, CSc.
- Urologická klinika – přednosta: prof. MUDr. Viktor Soukup, Ph.D.
- Geriatrická klinika – přednostka: prof. MUDr. Eva Topinková, CSc.
- Gynekologicko-porodnická klinika – přednosta: prof. MUDr. David Cibula, CSc.
- Neurologická klinika – přednosta: prof. MUDr. Evžen Růžička, DrSc.
- Oční klinika – přednostka: prof. MUDr. Jarmila Heissigerová, Ph.D., MBA
- Onkologická klinika – přednosta: prof. MUDr. Luboš Petruželka, CSc.
- Psychiatrická klinika – přednosta: doc. MUDr. Martin Anders, Ph.D.
- Radiodiagnostická klinika – přednostka: doc. MUDr. Andrea Burgetová, Ph.D., MBA
- Stomatologická klinika – přednosta: prof. MUDr. René Foltán, Ph.D.
- I. klinika tuberkulózy a respiračních nemocí – přednosta: doc. MUDr. Jiří Votruba, Ph.D.
- I. interní klinika - klinika hematologie – přednosta: prof. MUDr. Marek Trněný, CSc.
- II. interní klinika - klinika kardiologie a angiologie – přednosta: prof. MUDr. Aleš Linhart, DrSc.
- III. interní klinika - klinika endokrinologie a metabolismu – přednosta: prof. MUDr. Michal Kršek, CSc., MBA
- IV. interní klinika - klinika gastroenterologie a hepatologie – přednosta: prof. MUDr. Radan Brůha, CSc.
- I. chirurgická klinika - břišní, hrudní a úrazová chirurgie – přednosta: prof. MUDr. Zdeněk Krška, DrSc.
- II. chirurgická klinika - kardiovaskulární chirurgie – přednosta: prof. MUDr. Jaroslav Lindner, CSc.
- Klinika adiktologie – přednosta: prof. PhDr. Michal Miovský, Ph.D.
- Klinika anesteziologie, resuscitace a intenzivní medicíny – přednosta: doc. MUDr. Jan Bláha, Ph.D., MHA
- Klinika dětského a dorostového lékařství – přednosta: prof. MUDr. Tomáš Honzík, Ph.D.
- Klinika nefrologie – přednosta: prof. MUDr. Vladimír Tesař, DrSc., MBA
- Klinika paliativní medicíny – přednostka: doc. MUDr. MgA. Kateřina Rusinová, Ph.D.
- Klinika pracovního lékařství – přednosta: prof. MUDr. Sergej Zacharov, Ph.D.
- Klinika rehabilitačního lékařství – přednostka: MUDr. Yvona Angerová, Ph.D., MBA

### Ústřední vojenská nemocnice
- Interní klinika – přednosta: prof. MUDr. Miroslav Zavoral, Ph.D.
- Neurochirurgická a neuroonkologická klinika – přednosta: prof. MUDr. David Netuka, Ph.D.
- Oční klinika – přednosta: doc. MUDr. Martin Šín, Ph.D., FEBO
- Onkologická klinika – přednosta: prof. MUDr. Luboš Petruželka, CSc.
- Klinika anesteziologie, resuscitace a intenzivní medicíny – přednosta: MUDr. Tomáš Tyll, Ph.D.
- Klinika infekčních nemocí – přednosta: prof. MUDr. Michal Holub, Ph.D.

### Nemocnice na Bulovce
- Ústav radiační onkologie – přednosta: prof. MUDr. Luboš Petruželka, CSc.
- Gynekologicko-porodnická klinika – přednosta: prof. MUDr. Michal Zikán, Ph.D.
- Chirurgická klinika – přednosta: doc. MUDr. Jan Fanta, DrSc.
- Ortopedická klinika – přednosta: prof. MUDr. Jiří Chomiak, CSc.
- Klinika infekčních, parazitárních a tropických nemocí – přednosta: doc. MUDr. Hanuš Rozsypal, CSc.
- Klinika plastické chirurgie – přednosta: MUDr. Martin Molitor, Ph.D.

### Thomayerova nemocnice
- Anesteziologicko-resuscitační klinika – přednosta: doc. MUDr. Roman Zazula, Ph.D.
- Chirurgická klinika – přednosta: doc. MUDr. Jaromír Šimša, Ph.D.
- Onkologická klinika – přednostka: doc. MUDr. Radka Lohynská, Ph.D.
- Pediatrická klinika – přednostka: MUDr. Lucie Gonsorčíková, Ph.D.
- Pneumologická klinika – přednostka: prof. MUDr. Martina Koziar Vašáková, Ph.D.

### Fakultní nemocnice v Motole
- I. ortopedická klinika – přednosta: prof. MUDr. Ivan Landor, CSc.
- III. chirurgická klinika – přednosta: prof. MUDr. Robert Lischke, Ph.D.
- Klinika otorinolaryngologie a chirurgie hlavy a krku – přednosta: prof. MUDr. Jan Plzák, Ph.D.
- Klinika spondylochirurgie – přednosta: prof. MUDr. Jan Štulík, CSc.

### Ostatní
- Ústav klinické a experimentální hematologie – ředitel: prof. MUDr. Petr Cetkovský, Ph.D., MBA
- Revmatologická klinika – přednosta: prof. MUDr. Karel Pavelka, DrSc.